# Richard Cockerill
Richard Cockerill (Rugby, 16 dicembre 1970) è un allenatore di rugby a 15 ed ex giocatore internazionale per l'Inghilterra, attivo nel ruolo di tallonatore, dal 2023 commissario tecnico della Georgia.

## Biografia
Nato nell'omonima città natale del rugby nel Warwickshire, Cockerill ebbe il suo primo contratto professionistico nel 1996 con il Leicester, nel quale si mise in evidenza come la “B” del “club ABC” composto, oltre che da lui medesimo, da Graham Rowntree (A) e Darren Garforth (C).
Debuttò con l'Inghilterra contro l'Argentina nel 1997; più tardi, nel corso dei test match autunnali, subentrò a Twickenham contro l'Australia e si impose subito all'attenzione, tanto che nel successivo incontro che vide gli inglesi contrapposti agli All Blacks partì da titolare.
Nel 1999 fece parte della selezione che prese parte alla Coppa del Mondo organizzata dal Galles.
Quella fu l'ultima vetrina internazionale per Cockerill, che più tardi perse pure il posto di titolare nel Leicester a causa di un calo di forma, a favore di Dorian West.
Dopo una parentesi francese nel Montferrand, con cui giunse alla finale di Heineken Cup nel 2004, Cockerill tornò a Leicester per un'ultima stagione, prima di ritirarsi dall'attività agonistica nel 2005 e intraprendere quella tecnica.
Nello staff tecnico del Leicester a supporto dapprima dell'allenatore argentino Marcelo Loffreda (già selezionatore dei Pumas terzi alla Coppa del Mondo di rugby 2007), esonerato a fine stagione 2007/08, e poi del sudafricano Heyneke Meyer, alle dimissioni di quest'ultimo per ragioni familiari, nel febbraio 2009 ha assunto la guida della prima squadra; del 17 aprile 2009 è la conferma da parte del club come tecnico-capo; sotto la guida di Cockerill il Leicester ha vinto il campionato inglese 2008/09 ed è giunto alla finale di Heineken Cup.

## Palmarès

### Giocatore
- Premiership: 4
Leicester: 1998-99, 1999-00, 2000-01, 2001-02
- Heineken Cup: 2
Leicester: 2000-01; 2001-02.

### Allenatore
- Premiership: 3
Leicester: 2008-09, 2009-10, 2012-13